# Pouzauges
Pouzauges é uma comuna francesa na região administrativa da Pays de la Loire, no departamento de Vendéia. Estende-se por uma área de 36,65 km². Em 2010 a comuna tinha 5 753 habitantes (densidade: 157 hab./km²).